# William Machado
William Floricio Machado Caetano (Treinta y Tres, Uruguay, 31 de mayo de 1994) es un futbolista uruguayo que se desempeña como mediocampista.. Actualmente juega en el Almirante Brown de la Primera B Nacional de Argentina.

## Trayectoria

### Ferro
Se confirma su llegada a Oé para disputar el Campeonato de Primera Nacional 2023. Por la sexta fecha del torneo debuta al ingresar a los 24 minutos del segundo tiempo en el partido contra Deportivo Madryn. Como titular debuta en la fecha siguiente contra Villa Dálmine

## Estadísticas
Actualizado al 28 de agosto de 2024

| Canadian SC · Uruguay                                                       | 2.ª           | 2015-16       | 2  | 0 | — | — | — | — | 2  | 0 | 0    |
| Canadian SC · Uruguay                                                       | Total club    | Total club    | 2  | 0 | 0 | 0 | 0 | 0 | 2  | 0 | 0    |
| Bella Vista · Uruguay                                                       | 3.ª           | 2016          | 0  | 0 | — | — | — | — | 0  | 0 | 0    |
| Bella Vista · Uruguay                                                       | 3.ª           | 2017          | 0  | 0 | — | — | — | — | 0  | 0 | 0    |
| Bella Vista · Uruguay                                                       | Total club    | Total club    | 0  | 0 | 0 | 0 | 0 | 0 | 0  | 0 | 0    |
| Huracán del Paso · Uruguay                                                  | 3.ª           | 2018          | 7  | 0 | — | — | — | — | 7  | 0 | 0    |
| Huracán del Paso · Uruguay                                                  | Total club    | Total club    | 7  | 0 | 0 | 0 | 0 | 0 | 7  | 0 | 0    |
| Cerrito · Uruguay                                                           | 2.ª           | 2019          | 7  | 0 | — | — | — | — | 7  | 0 | 0    |
| Cerrito · Uruguay                                                           | Total club    | Total club    | 7  | 0 | 0 | 0 | 0 | 0 | 7  | 0 | 0    |
| Dep. Villa Española · Uruguay                                               | 2.ª           | 2020          | 7  | 0 | 0 | 0 | — | — | 7  | 0 | 0    |
| Dep. Villa Española · Uruguay                                               | 1.ª           | 2021          | 14 | 1 | 0 | 0 | — | — | 14 | 1 | 0.07 |
| Dep. Villa Española · Uruguay                                               | Total club    | Total club    | 21 | 1 | 0 | 0 | 0 | 0 | 21 | 1 | 0.05 |
| Arsenal Argentina                                                           | 1.ª           | 2022          | 13 | 1 | 3 | 0 | — | — | 16 | 1 | 0.06 |
| Arsenal Argentina                                                           | Total         | Total         | 13 | 1 | 3 | 0 | 0 | 0 | 16 | 1 | 0.06 |
| Ferro Argentina                                                             | 2.ª           | 2023          | 27 | 1 | — | — | — | — | 27 | 1 | 0.04 |
| Ferro Argentina                                                             | Total         | Total         | 27 | 1 | 0 | 0 | 0 | 0 | 27 | 1 | 0.04 |
| Deportivo Riestra Argentina                                                 | 1.ª           | 2024          | 0  | 0 | 6 | 0 | — | — | 6  | 0 | 0    |
| Deportivo Riestra Argentina                                                 | Total         | Total         | 0  | 0 | 6 | 0 | 0 | 0 | 6  | 0 | 0    |
| Estudiantes (RC) Argentina                                                  | 2.ª           | 2024          | 13 | 0 | — | — | — | — | 13 | 0 | 0    |
| Estudiantes (RC) Argentina                                                  | Total         | Total         | 13 | 0 | 0 | 0 | 0 | 0 | 13 | 0 | 0    |
| Total carrera                                                               | Total carrera | Total carrera | 90 | 3 | 9 | 0 | 0 | 0 | 99 | 3 | 0.03 |
| (1) La copa nacional se refiere a la Copa Argentina y Supercopa Argentina . |               |               |    |   |   |   |   |   |    |   |      |